# Нотер, Давид де
Давид Эмиль Жозеф де Нотер (нидерл. David Emile Joseph de Noter; 24 июня 1818, Гент, Бельгия — 28 января 1892, Алжир) — бельгийский художник.

## Биография
Давид де Нотер родился в Генте 24 июня 1818 года. Его дед Питер-Франс де Нотер (1747—1830) был фламандским художником-пейзажистом. Отец Ян-Батист де Нотер (1786—1818) был художником и архитектором и учителем Давида. У Давида был младший брат, умерший во младенчестве, и две сестры. В 1840 году он переехал в Брюссель. В 1845 году женился на Клеманс Ваутерс. Из семи детей де Нотера один из сыновей Рафаэль-Фердинанд также стал впоследствии художником.
Рисовал натюрморты и интерьеры. Кроме этого делал гравюры, литографии и пастели. Де Нотер выставлялся в Кортрейке, Брюсселе и Лондоне, где получил несколько призов. В 1864 году жил в Париже, а в 1867 — в Ле-Везине. Участвовал во Всемирных парижских выставках 1855 и 1864 годов.
Умер 28 января 1892 года во французском Алжире.
Один из интерьеров художника «На кухне» (1857) находится в музее Эрмитаж в Санкт-Петербурге.

## Галерея

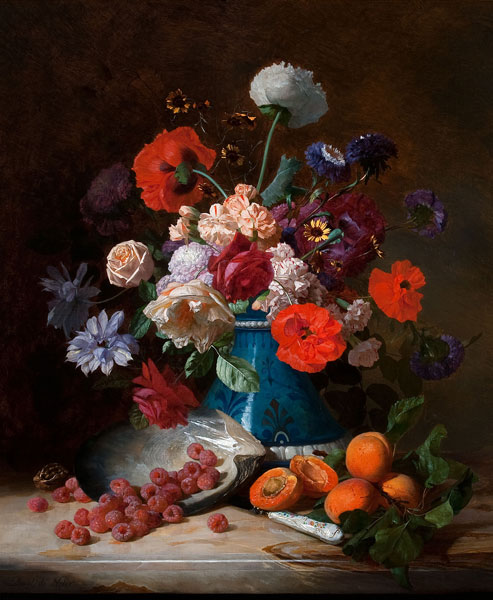
Фрукты и овощи.
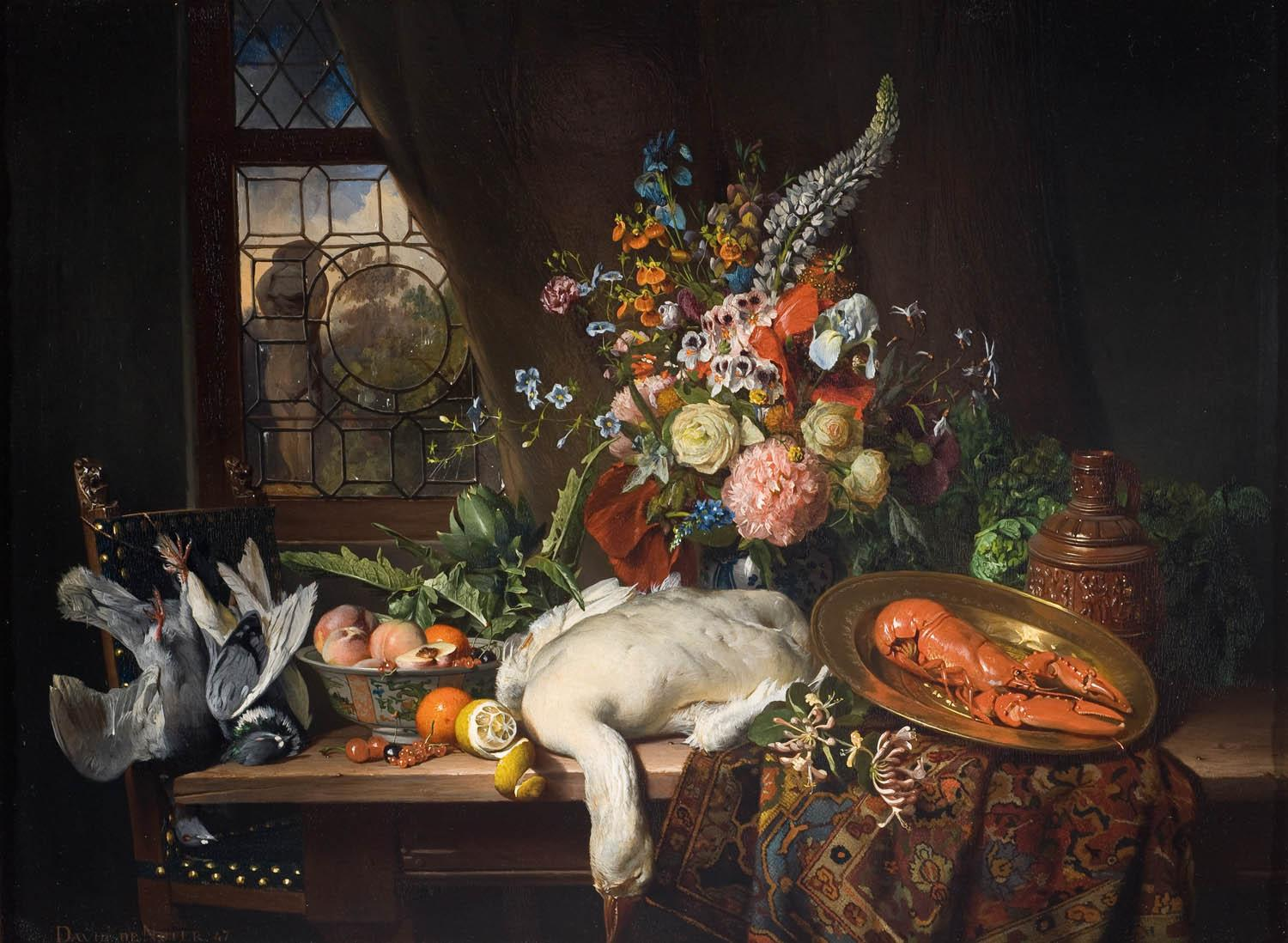
Натюрморт (1847).
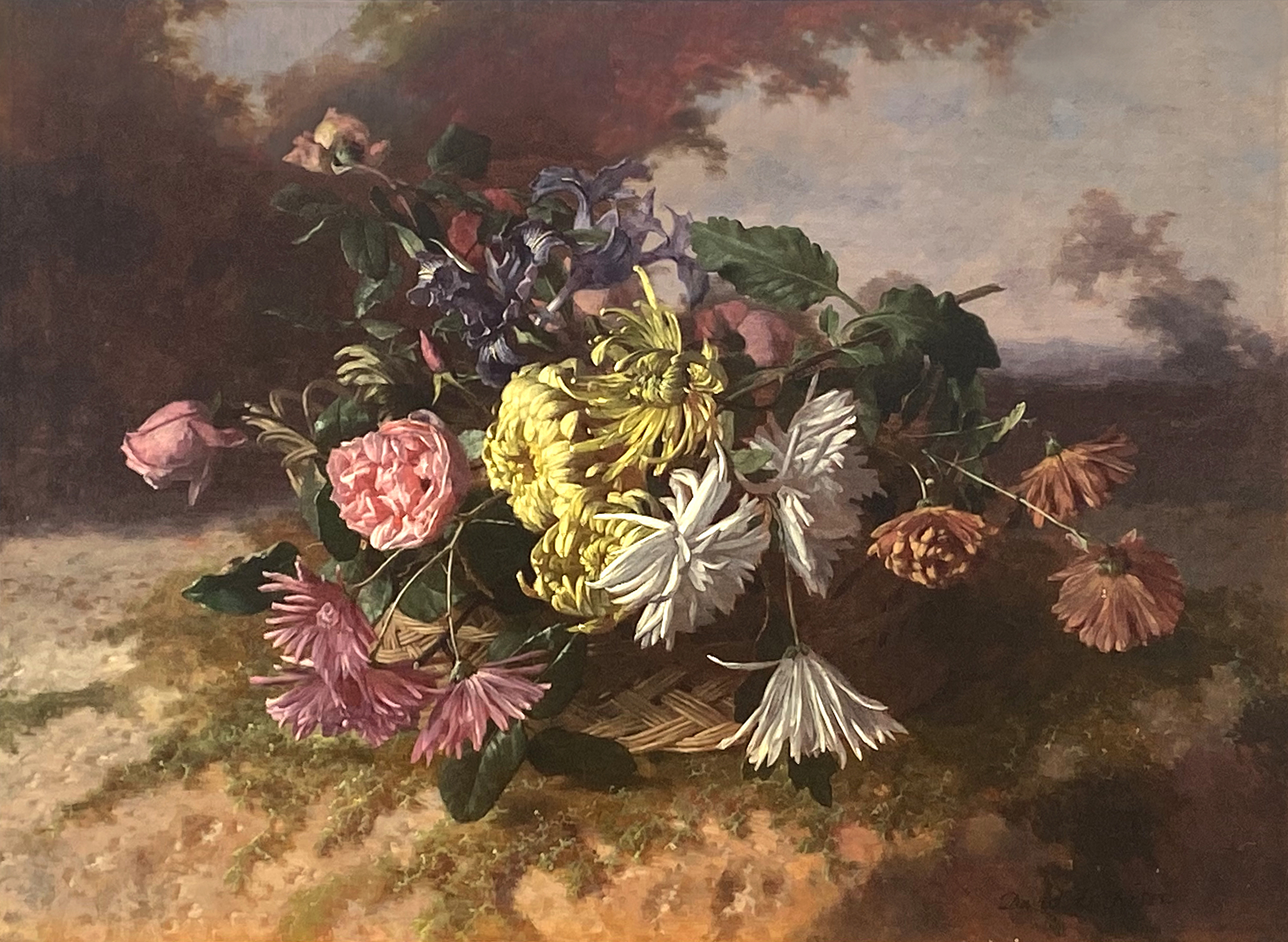
Натюрморт с цветами
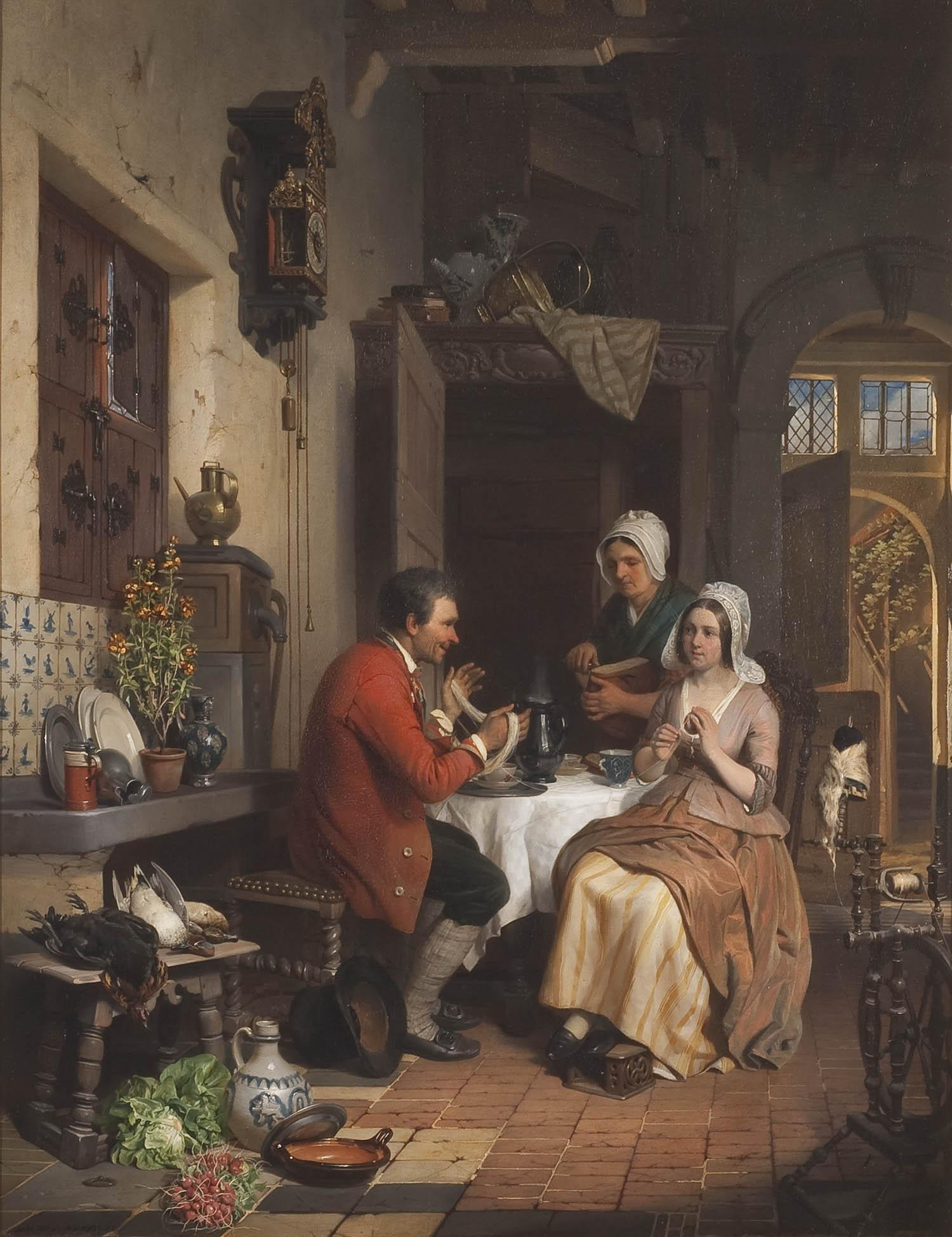
На кухне (1845).